# القوات البرية الدانماركية
الجيش الملكي الدانماركي هو الفرع البري للدفاع الدنماركي، جنبًا إلى جنب مع الحرس الرئيسي الدنماركي. على مدى العقد الماضي، خضع الجيش الدنماركي الملكي لتحول هائل من الهياكل والمعدات وطرق التدريب، والتخلي عن دورها التقليدي للدفاع ضد الغزو، وبدلًا من ذلك التركيز على الخروج من عمليات المنطقة من خلال مبادرات أخرى، والحد من حجم والمكونات المجندية والاحتياطية وزيادة المكون النشط (الجيش الدائم)، وتغيير من 60% هيكل الدعم والقدرة التشغيلية 40%، إلى 60% القدرة التشغيلية القتالية و 40% هيكل الدعم. وعندما يكون الجيش الدنماركي قد نفذ بالكامل، سَيكون قادرا على نشر 1500 جندي بشكل دائم في ثلاث قارات مختلفة بصورة مستمرة، أو 5000 جندي لفترة أقصر من الزمن، في العمليات الدولية دون الحاجة إلى اتخاذ تدابير استثنائية مثل الموافقة البرلمانية على مشروع قانون لتمويل الحرب.

## تاريخ موجز للتنظيم
كان مصمما أصلا للجيش الملكي الدنماركي لمنع الصراعات والحروب، والحفاظ على السيادة وحماية الدنمارك اهتمامها. مع مرور الوقت، تطورت هذه الأهداف إلى ويشمل أيضا على الحاجة إلى حماية الحرية والتنمية السلمية في العالم مع احترام حقوق الإنسان.

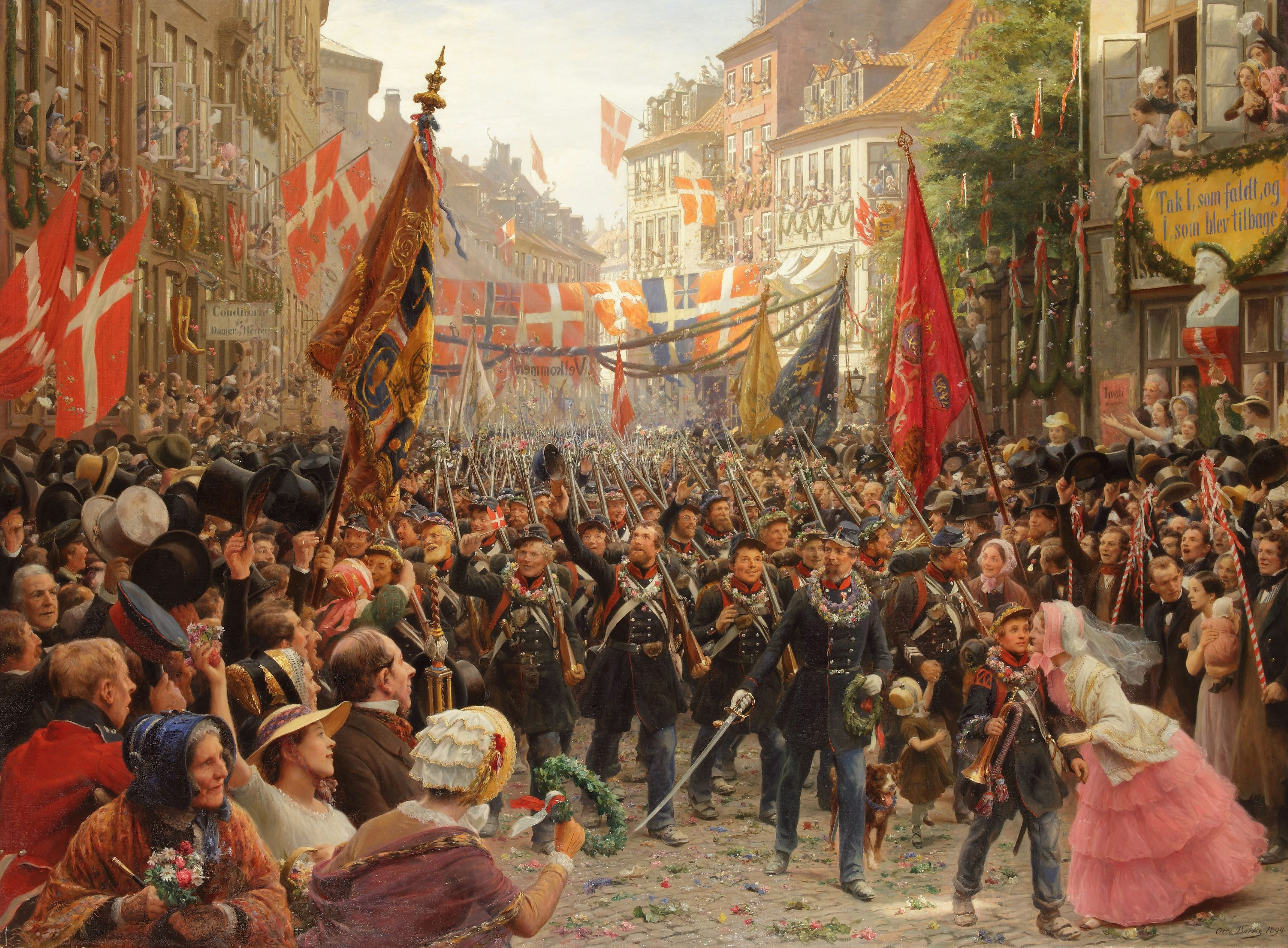
ورحب قدامى المحاربين العسكرية الدنماركية المنزل واستقبال المنتصرين كما في شوارع كوبنهاغن، لدى عودته من الحرب الأولى شليسفيغ، 1849. يقرأ لافتة "شكرا لك، والذين سقطوا، وأنتم الذين بقوا"

في الأصل، أمر الملك الدنماركي الجيش في المعركة وحارب نفسه في ساحة المعركة. في عام 1815، ومع ذلك، نتيجة للتطور المستمر وتقسيم الأوامر، وأنشأ أربعة أوامر عامة مع الملك بوصفه السلطة العليا: نيوزيلندا والجزر المجاورة لها، لانغلاند Funen، جوتلاند والدوقيات من شليسفيغ هولشتاين و. في الوقت نفسه، أصبحت الحاجة إلى الصيانة من الجيش في وقت السلم ذات الصلة، وأنشئت في قيادة الجيش التشغيلي.
كان الجيش الملكي الدنماركي تاريخيا جزءا لا يتجزأ من الدفاع عن الدنمارك والمشاركة بالتالي في مناوشات وحروب ومعارك مستمرة من أجل حماية مصالحها. معظم الحروب الإقليمية المختلفة وخاصة مع السويد وروسيا وبروسيا، والحروب النابليونية على جانب فرنسا، والحرب العالمية الثانية، واشتهر جدل ضد رغبات الحكومة الدنماركية، والتي كان قد أمر الاستسلام فورا إلى ألمانيا. في العصر الحديث الدنماركية الجيش الملكي كما أصبحت العمود الفقري للبعثات الدولية الدانمركية، مثل تلك الموجودة في كوسوفو والعراق وأفغانستان.

## نشر مؤخرا
وقد ارتكب الجيش الملكي الدنماركي لعدد من عمليات حفظ السلام للامم المتحدة وحلف شمال الأطلسي والعمليات الحربية غير التقليدية منذ التورط في الحروب اليوغوسلافية بموجب تفويض من الأمم المتحدة في عام 1994، وعلى الأخص في عملية Bøllebank الشهيرة. وتشارك أيضا في الجيش الملكي الدنماركي في حرب كوسوفو، ولا تزال حتى يومنا هذا للحفاظ على عمليات حفظ السلام في كوسوفو تحت البعثة، جنبا إلى جنب مع الحرس الرئيسية الدنماركية. وعلاوة على ذلك، شاركت الدنماركية الجيش الملكي في الحرب في العراق من 2003-2007 مع فرقة كبيرة من الجنود المسؤولين عن خلق والحفاظ على السلام في محافظة البصرة، بالتعاون مع البريطانيين.

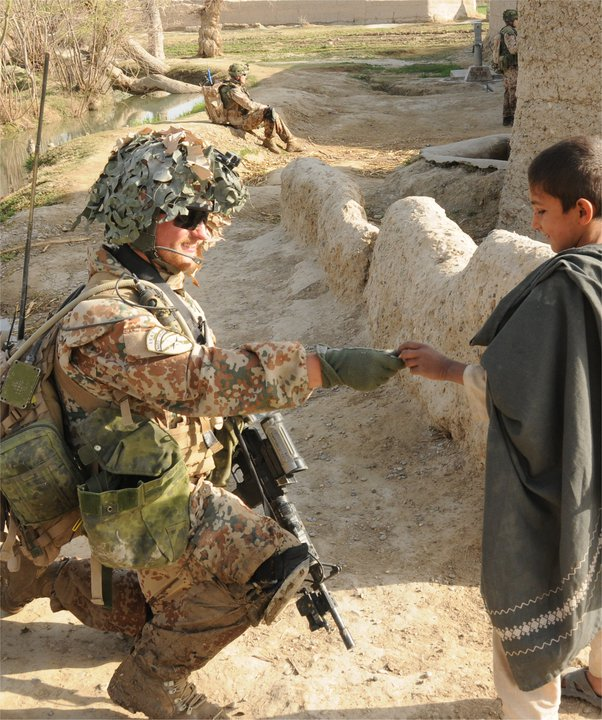
A الدنماركية الحرس هوسار التفاعل مع السكان المحليين في ولاية هلمند، أفغانستان، في عام 2009

خسرت الدنمارك أول جنوده في العراق في 17 آب 2003 : بريبين بيدرسن وكيل عريف 34 سنة مع فوج الفارس جوتلاند أصبح جندي من قوات التحالف الأول لا من الولايات المتحدة أو المملكة المتحدة للموت في حرب العراق. منذ عام 2001، كما تم الدنماركية الجيش الملكي تشارك في الحرب في أفغانستان. في السنوات القليلة الماضية، تم إشراك الجيش الملكي الدنماركي والجيش البريطاني في معارك عنيفة مع طالبان في مقاطعة هلمند، حيث كان حوالي 760 جنديا من الدنمرك السيطرة على مجموعات القتال الكبيرة.

## وحدات من الجيش الملكي الدنماركي
إعادة هيكلة الجيش الدنماركي مؤخرا تنظيمها الداخلي بشكل كبير، ويعتمد الآن على وجود هيكل أكثر مرونة وحداثة من قبل، موجهة نحو الحفاظ على السيادة الوطنية والمشاركة في الحرب الدولية على الإرهاب والبعثات الدولية لحفظ السلام في إطار حلف شمال الأطلسي والأمم المتحدة. في الجيش الملكي الدنماركي، وهذا يعني إعادة هيكلة فيها ثلاثة أفواج من الأكثر تقليدية وتاريخية في أوروبا حجر الزاوية في تقدم الفرسان والمشاة الدانماركية، وإلى جانبه خمسة أفواج مختلفة ودعم وحدة النخبة في القوات الخاصة. بالإضافة إلى ذلك، الدنمارك تعتمد أيضا على عدد كبير من جيش الاحتياط على حد سواء للتدريب العسكري المحلية والبعثات الأجنبية.

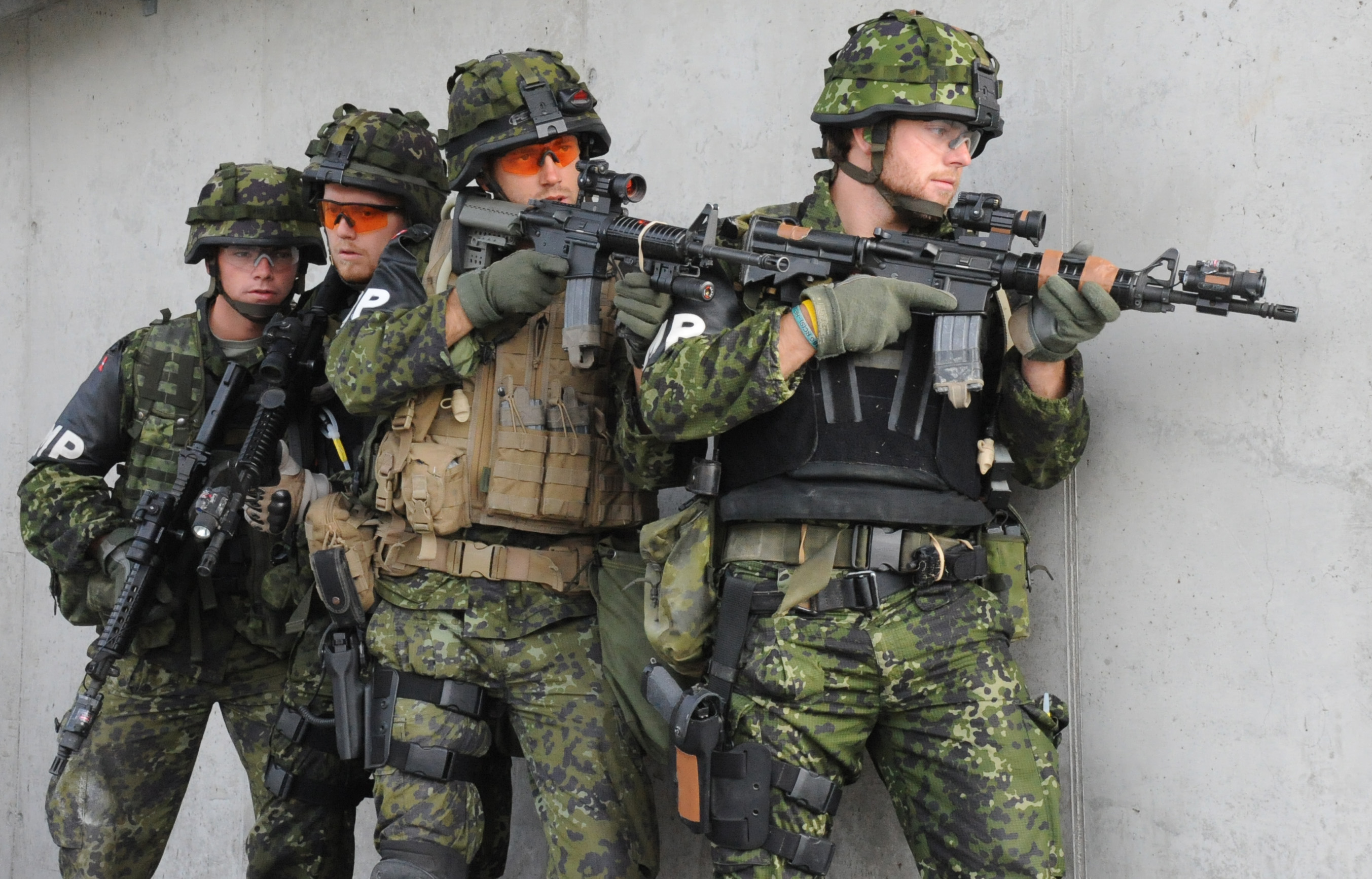
الجنود الدنماركيون في أفغانستان

### سلاح الفرسان
- Jydske Dragonregiment—الفرسان Jutish (I / JDR درع الكتيبة التشغيل ليوبارد 2 DK الدبابة وM113G3DK APC ل)
- Gardehusarregimentet—الحرس هوسار (الكتيبة الثالثة ريكون / GHR)

### المشاة
- دن Kongelige Livgarde—الحرس الملكي (I / LG كتيبة المشاة المدرعة، التي تعمل اختلافات عدة من M113 G3DK وسمكة البيرانا MOWAG، مرسيدس G270 CDI / 28 وCV9035 MK III)
- Gardehusarregimentet (I / GHR كتيبة المشاة المدرعة) التشغيل (MK CV9035 الثالث، سمكة البيرانا، وM113G3DK APC ل)
- Jydske Dragonregiment (الثاني / درع JDR كتيبة المشاة) التشغيل (MK CV9035 الثالث وM113G3DK APC في (ليوبارد 2A5DK))

### القوات الخاصة
- Jægerkorpset—هنتر فرقة أو فيلق الأدلاء (الدانمركية قوات الجيش الخاصة)

### دعم بالأسلحة
- دانسك Artilleriregiment—المدفعية
- Ingeniørregimentet—المهندسين
- Telegrafregimentet—إشارات
- Trænregimentet—النقل والإمداد
- Militærpolitiet—الشرطة العسكرية

## الهيكل التنظيمي للجيش الملكي الدنماركي

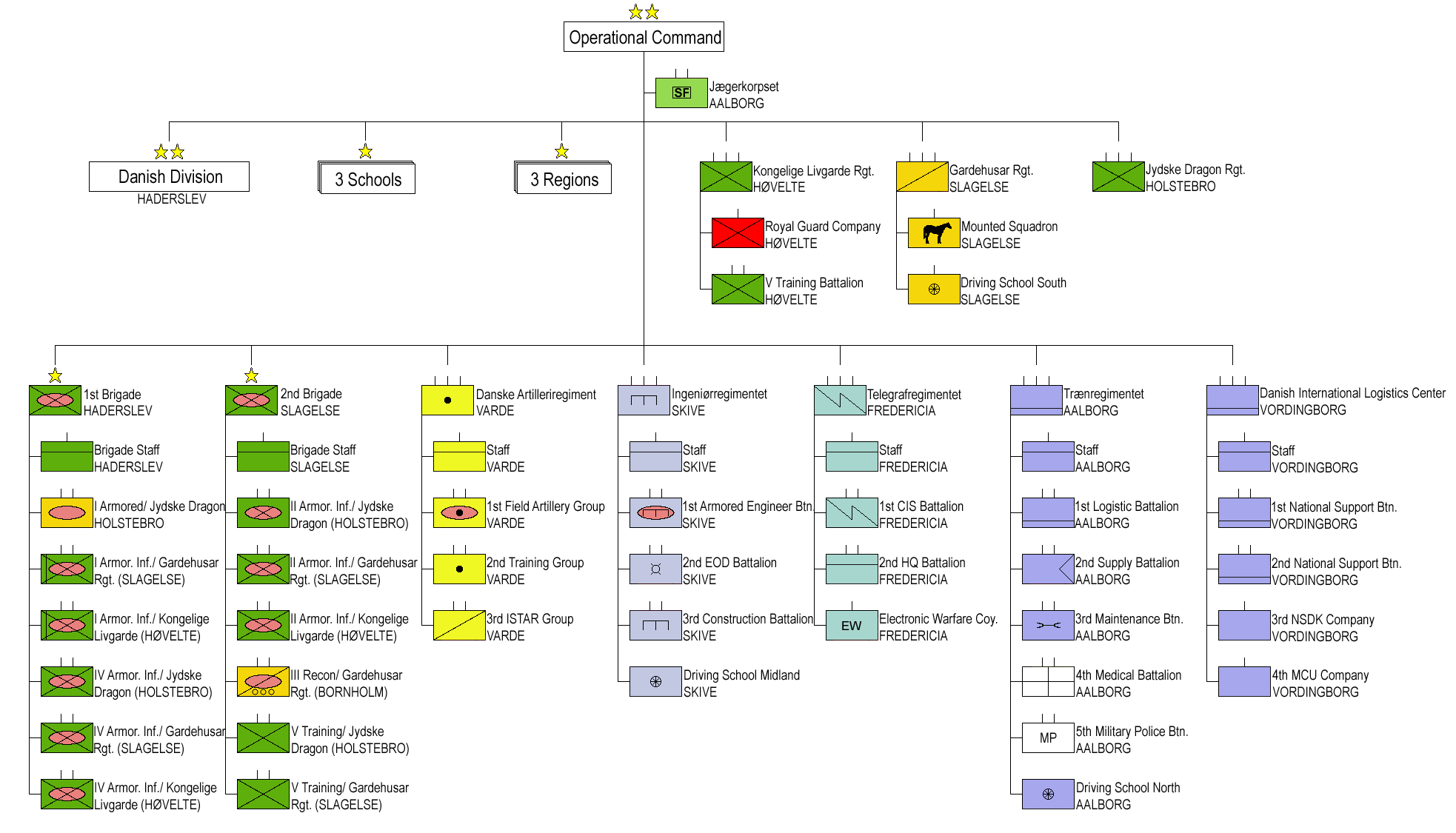
هيكل للجيش الملكي الدنماركي 2009

هيكل للجيش الدنماركي تغيرت في عام 2001، عندما تم دمج وأفواج المشاة المتبقية، وترك الأربع الباقية، ولكن أكبر حجما وأكثر فعالية، الأفواج المقاتلة والفرسان اثنين وأفواج المشاة اثنين. إلى جانب هذه الوحدات، وهو هيكل المدرسة في العملية، مع اثنين من المدارس ضابط في الجيش، واحد لسلاح الجو واحد للبحرية، وكذلك مدرسة رقيب ومختلف المؤسسات التعليمية الأخرى التي تهدف إلى تدريب وتثقيف الموظفين في المستقبل.

### الفرسان
لسلاح المدرعات في الجيش الدنماركي يتكون من كتيبة مدرعة، وكتيبة استطلاع مدرعة وكتيبة مدرعة التدريب، وكانوا ذات يوم جزءا من سلاح الفرسان فوجين منفصلين:-
- الكتيبة المدرعة 
  - أنا Panserbataljon، Jydske Dragonregiment (الكتيبة المدرعة)
  - ثانيا Uddannelsesbataljonen، Jydske Dragonregiment (كتيبة التدريب الأساسي)
- كتيبة الاستطلاع 
  - ثالثا Opklaringsbataljon، Gardehusarregimentet (كتيبة الاستطلاع)

### المشاة
السلك المشاة التابعة للجيش الدنماركي يتكون من سبع كتائب، والذي يحمل ستة منهم تقليد فوجين:-
- اليا المشاة: 
  - أنا Panserinfanteribataljon، دن Kongelige Livgarde (كتيبة المشاة المدرعة)
  - ثانيا Panserinfanteribataljon، دن Kongelige Livgarde (كتيبة المشاة المدرعة)
  - ثالثا Uddannelsesbataljon دن Kongelige Livgarde (كتيبة التدريب الأساسي)
  - أنا Panserinfanteribataljon، Gardehusarregimentet (كتيبة المشاة المدرعة)
  - ثانيا Uddannelsesbataljon، Gardehusarregimentet (كتيبة التدريب الأساسي)
  - رابعا Panserinfanteribataljon، Gardehusarregimentet (التدريب INTOPS الكتيبة)
  - ثانيا Panserinfanteribataljon، Jydske Dragonregiment (كتيبة المشاة المدرعة (المشكلة فبراير 2011))

## معدات
هذه هي قائمة من المعدات للجيش الملكي الدنماركي.

### آرمور
دبابات القتال الرئيسية، ومركبة مدرعة الجسر التي يمكن إطلاقها من الانتعاش المصفحة والمعدات ذات الصلة
دبابات القتال الرئيسية
- ليوبارد 2 (identical to a Leopard 2A6, but with various upgrades on the sight, target, communication and climate control systems, and without the L55 gun): (57[1])

Armoured recovery vehicles: (11)
- Bergepanzer 2 (ARV Leopard 1 Chassis)

Armoured vehicle-launched bridge: (10)
- Leopard 1 biber (AVLB Leopard 1 Chassis)

Mine clearing vehicles: (16)
- Hydrema 910 MCV

Infantry fighting vehicle and armoured carriers

سي في 90:
- CV9035 MkIII infantry fighting vehicle: (Lemur 12.7mm OHW) (45[1])

مركبة مدرعة مضادة للكمائن والألغام Cougar 6x6 ISS: (20)
إم-113, all heavily updated to M113 G3 DK and M113 G3 Waran in various versions: (416)
- Armored personnel carrier
- Command vehicles
- Repair vehicle
- Fitters Vehicle
- TOW carrier
- Ambulance
- Combat engineers vehicle
- Tactical air control party carrier
- Fire fighting vehicle

مواغ بيرانا III 8x8 in H and C variants: (90)
- Armoured personnel carrier (Lemur 12.7mm OHW)
- Armoured ambulance
- Communications and informations systems carrier
- Tactical air control party carrier
- Command and control vehicle
- Reconnaissance vehicle

باتريا باسي XA-185: (11)
- Armoured ambulance

Mowag Eagle 4x4 I and IV:
- Eagle I reconnaissance vehicle (ca. 30 in storage)
- Eagle IV Patrol vehicle (Lemur 12.7 mm OHW) (91[1])

Mowag Duro IIIP 6x6: (29)
- Armoured ambulance

هامفي: (22)
- Fast attack vehicle
- TOW carrier
- Utility vehicle

Supacat HMT 400:
- Patrol vehicle (SOF)

### الطائرات
"المروحيات '
وقد تم نقل جميع مروحيات الجيش لطائرات الهليكوبتر الجناح Karup، وهو الأمر المشترك في إطار مروحية [فرقة رويال [الجوية الدنماركية]]:
- فنك AS550 : (8) (زائد 4 في التخزين)
- EH - 101 مرلين داعم المشتركة: (14)

مركبات جوية بدون طيار:
- الغراب B التكتيكية قصيرة المدى الطائرات بدون طيار

### المدفعية
Field artillery, mortars, and related equipment
إم 109 هاوتزرA3DK 155 mm self-propelled howitzer: (12)
- 120 mm heavy mortar

Explosivos Alaveses 60 mm mortars: (90)
- 60 mm light infantry mortar
- 60 mm commando mortar

Danish Army Low Level Air Defence System (DALLADS):
- Air Defence Control Centers (Based on Termas T-Core C4I system)
- Medium Range Sensors (Thales Group RAC 3D radar, range 100 km)
- Short Range Sensors (Thales Group 2D radar, range 20 km)
- Logistics units

### مركبات أخرى
Trucks, lorrys, and other vehicles
MAN trucks of various models and versions, for instance:
- MAN HX 77 Logistic vehicle (170[1])
- MAN SX 45 Armoured logistic vehicle (30[1])
- MAN 8.136 Light utility truck
- MAN 13.192 Medium utility truck
- MAN 27.314 Heavy utility truck
- MAN 26.372 Fuel truck
- MAN 25.322 Container handling truck
- MAN 27.314 Mobile communication center
- MAN 40.400 Prime MBT mover
- MAN 35.460 Heavy equipment transporter
- MAN 41.372 Heavy wrecker
- MAN 41.480 Recovery vehicle

مرسيدس-بنز الفئة جي: (app. 2200)
- G240 Utility
- G270 Armoured utility
- G270 Reconnaissance vehicle et al.
- G290 Ambulance et al.
- G300 EOD

Motorcycles:
- BMW F650GS
- BMW R850RT
- KTM 450 EXC

### العامة الأسلحة والمعدات ذات الصلة الصادرة
Service rifles and carbines
All rifles, carbines, submachine guns and machine gunes issued to consripts as well as regular personnel are equipped with either a C79 optical sight or an Aimpoint CompM4 to allow the soldier to attach his night vision goggles to optic sight.
- GV M/10 5.56 mm (Colt Canada C8IUR rifle  [لغات أخرى]‏)
- GV M/95 5.56 mm (Colt Canada C7 rifle)
- K M/96 5.56 mm 5.56 mm (Colt Canada C8 carbine  [لغات أخرى]‏)

Machine-guns and light machine-guns
- LSV M/04 5.56 mm (Colt Automatic Rifle)
- Mg M/07 5.56 mm (إف إن مينيمي) (in limited use and under evaluation for further procurement to replace the LSV M/04)
- Mg M/50 12.7 mm (رشاش M2 Browninig)
- LMG M/62 7.62 mm (راينميتال أم جي 3)

Sniper rifles
- M/04 SAKO TRG42RH Cal. 338LM (Sako TRG)
- هكلر آند كوخ إتش كيه417
- MRG M/95 12.7 mm (Barrett M95) (primary used for EOD)

Sidearms and Submachine-guns
- P M/49 9 mm (زيغ-210)
- USP9 SD 9 mm
- جلوك 9 mm
- جلوك 9 mm
- MP5 9 mm (إم بي 5)

Infantry antitank weapons
- DYKN M/85 84 mm (بندقية كارل جوستافM3) (774[1])
- PVV M/97 84 mm (اي تي 4CS)

Infantry mortars and grenade launchers
- LMT M/06 60 mm Kombi mortar (Explosivos Alaveses)
- LMT M/06 60 mm Commando mortar (Explosivos Alaveses)
- GRK M/03 40 mm (Colt Canada M203A1)
- AGK 40 mm (automatic grenade launcher)

Grenades and mines
- Håndgranat M/54 (540 grams fragmentation hand grenade)
- Røghåndgranat M/57 (phosphor based grenade)
- Røghåndbombe M/77 (phosphor based grenade)
- Røghåndbombe M/93 (phosphor based grenade)
- M/05 Flashbang device
- M/05 Sting hand grenade
- M/05 CS gas hand grenade
- Alarmmine M/87 (Alarm mine, pyrotechnics)
- Alarmblus M/62 (Alarm mine, pyrotechnics)

Bayonet, field knife, and entrenching tool
- Bajonet M/95, bayonet (bayonet M7)
- Feltkniv M/96, field knife (Glock Feldmesser)
- Feltspade M/96, field shovel (Glock Feldspaten)

Uniforms, personal load-carrying equipment, and personal protection equipment
- Uniformssystem M/84, Standard uniform system in cotton and polyester, mainly used in the winter
- Uniformssystem M/01, Lightweight material in ripstop, exists in both desert camouflage and M/84 camouflage
- Oppakningssystem M/96, load carrying system (PLCE in Danish M/84 camouflage)
- Fragmentationsvest M/2000, body armour
- Hjelm M/96, helmet (SPECTRA helmet)
- Hjelm M/10, helmet (Tactical Ballistic Helmet version 2 (TBHII)
- ABC-maske M/96, field NBC protective mask
- ABC-dragt M/96, field NBC protective suit

Tactical and communication equipment
- PRR M/07, Personnel Role Radio (Bowman)
- DA/PRC-361, Squad Radio (Racal Acoustics)
- DA/PRC-371, Platoon Radio (Racal Acoustics)
- (AN/PVS-14) Nat-brille M/03, Monocular Night Vision Device
- (AN/PVS-7) Nat-brille M/97, Binocular Night Vision Device

## إعادة الهيكلة الداخلية
بسبب إعادة هيكلة داخلية واسعة النطاق على مدى العقد الماضي لإنشاء جيش عصري للغاية والمهنية، والجيش الملكي الدنماركي لم يعد أي طائرة تعمل تحت قيادتها نفسها، بعد مشاركة 12 طائرة هليكوبتر من فنك يوروكوبتر AS 550 نقلوا إلى الجو الملكي الدنماركي النفاذ في عام 2004. وعلاوة على ذلك، فقد تم حل عدد من الأفواج والوحدات، وبدلا من ذلك إلى دمج أقسام، وأكبر وحدات أخرى، تركزت في محاور محددة العملية في جميع أنحاء البلاد.

### أفواج ووحدات الجيش المنحل
هذه القائمة غير مكتملة، ويمكنك أن تساعد في توسيع نطاقه.
- دانسك Livregiment، (1.Regiment).
- Slesvigske Fodregiment، (2.Regiment).
- Prinsens Livregiment، (3.Regiment).
- Sjællandske Livregiment، (4.Regiment).
- Falsterske Fodregiment، (5.Regiment).
- Fynske Livregiment، (6.Regiment).
- Kongens Jydske Fodregiment، (7.Regiment).
- Dronningens Livregiment، (8.Regiment).
- Fodfolkets Pionererkommando، (9.Regiment) (دمج 2.Regiment في عام 1951)
- Feltherrens Fodregiment، (10.Regiment) (دمج 8.regiment في عام 1951)
- Marineregimentet، (Bornholms Værn).
- Kronens Artilleriregiment، (1.Artilleri فوج).
- Sjællandske Artilleriregiment، (2.Artilleri فوج).
- Nørrejyske Artilleriregiment، (3.Artilleri فوج).
- Sønderjyske Artilleriregiment، (4.Artilleri فوج).
- Kongens Artilleriregiment. (1982-2005)
- Dronningens Artilleriregiment. (2000-2005)
- Sjællandske Ingeniørregiment.
- Jydske Ingeniørregiment.
- Sjællandske telegrafregiment.
- Jydske telegrafregiment.
- Sjællandske Trainregiment.
- Jydske Trainregiment.
- Sjællandske Luftværnsregiment.
- Jydske luftværnsregiment.

## معرض صور

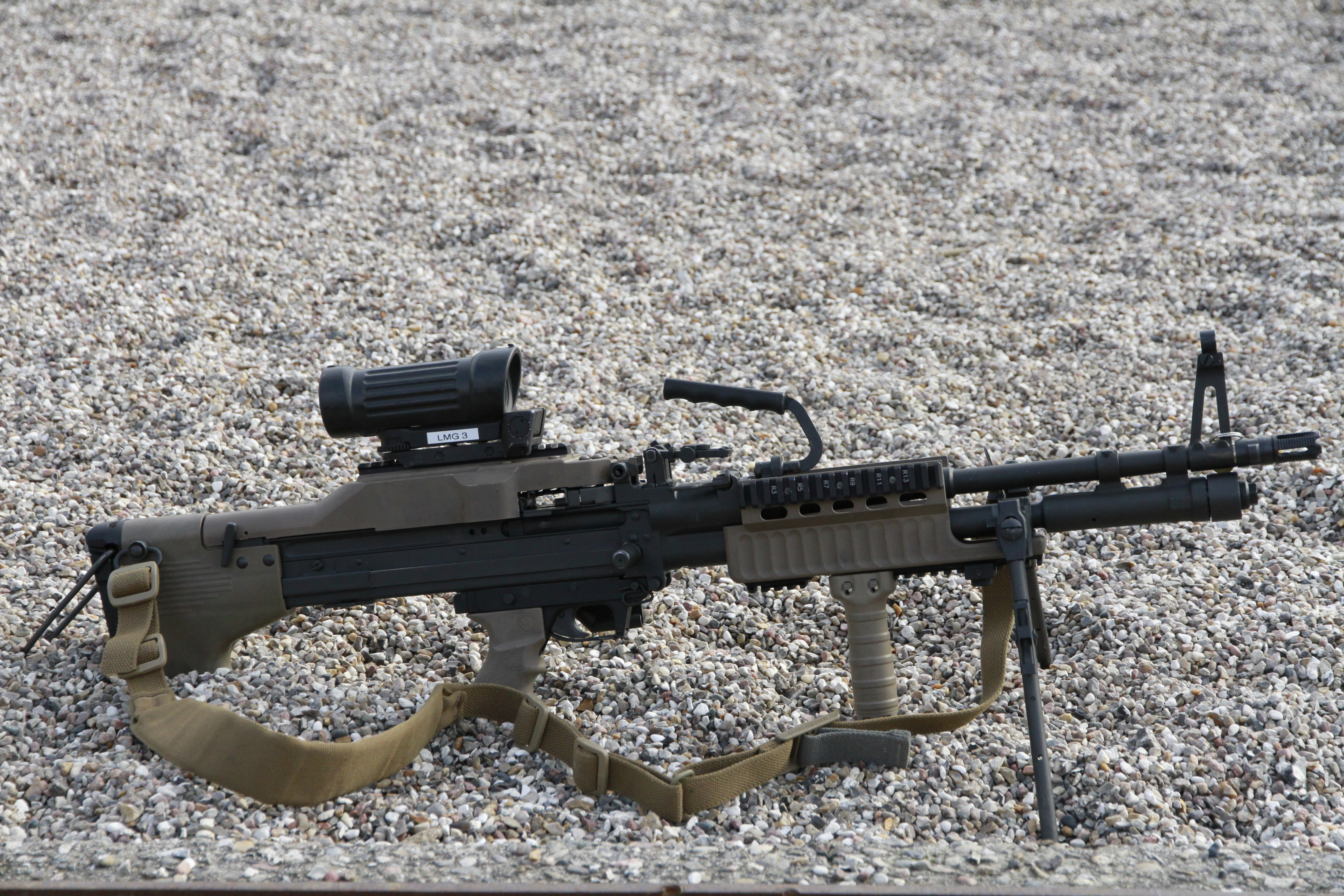
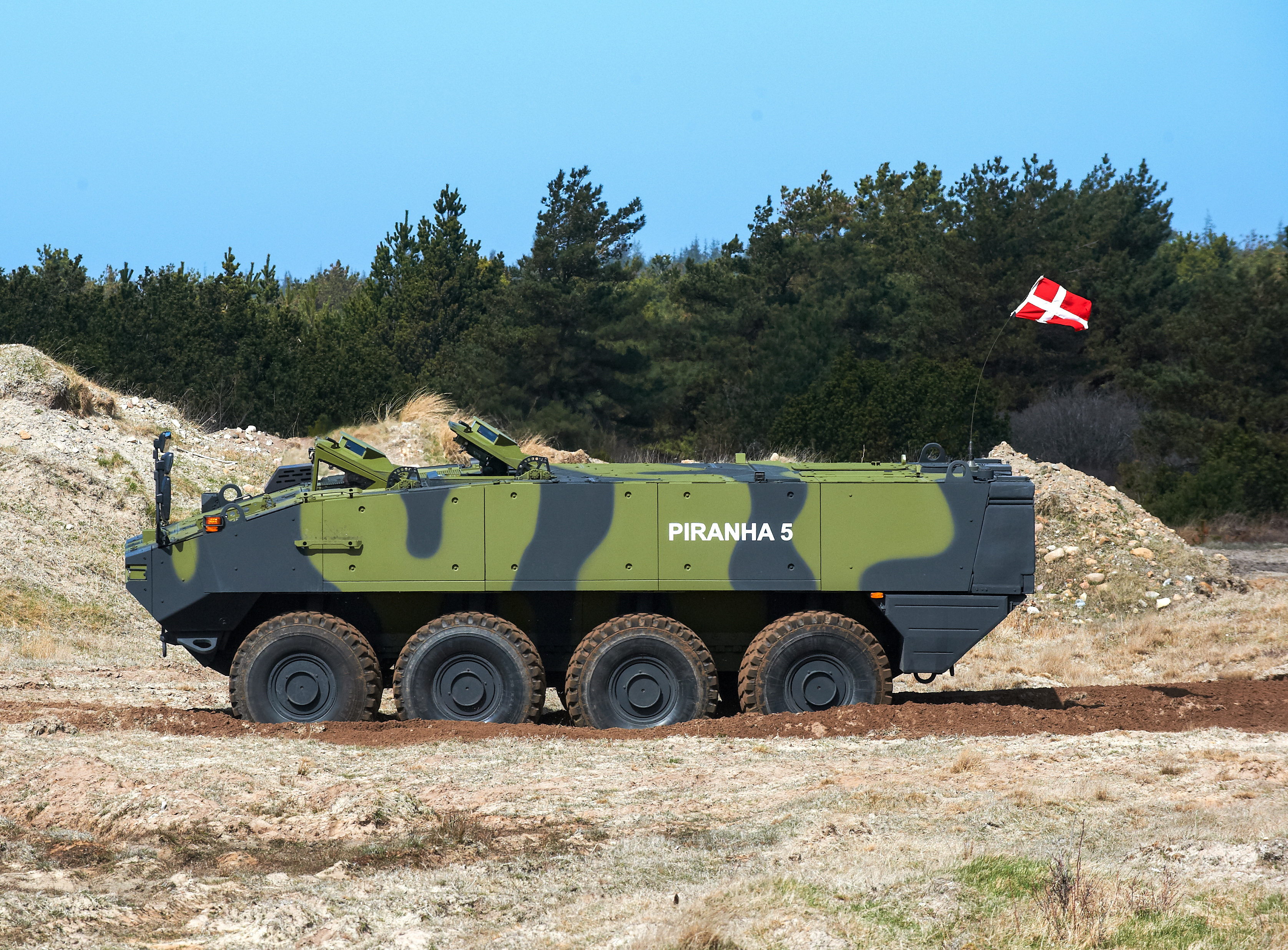
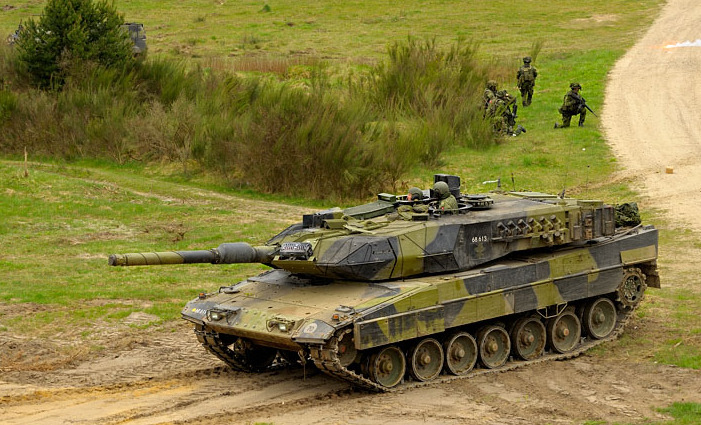